# Priolepis nuchifasciata
Priolepis nuchifasciata és una espècie de peix de la família dels gòbids i de l'ordre dels perciformes.

## Morfologia
Els mascles poden assolir els 4 cm de longitud total.

## Distribució geogràfica
Es troba des d'Austràlia, Nova Guinea, Indonèsia i Filipines fins a Hong Kong i el Golf de Tailàndia.